# Vicente Garrigues Garrigues
Vicente Garrigues Garrigues (València, 1871 - 1923) fou un advocat i polític valencià, marquès de Castellfort, diputat a les Corts Espanyoles durant la restauració borbònica.
Important terratinent, es llicencià en dret per la Universitat de València i va fer les pràctiques al bufet de Francisco Silvela. Tot i això, quan tornà a València va ingressar al Partit Liberal Fusionista, amb el que fou elegit diputat pel districte de Sueca a les eleccions generals espanyoles de 1916. No es va presentar a la reelecció i es dedicà al conreu de taronges a les seves finques a la Ribera del Xúquer.